# 休达利内亚尔区
线型之都区（西班牙語：Ciudad Lineal）是西班牙首都馬德里的21個區之一。线型之都区位於馬德里市區東部，下分為9個分区，面積6.34平方公里。區名來自於西班牙工程師阿图罗·索里亚-马塔提出的线形城市概念。
 维基共享资源上的相關多媒體資源：休达利内亚尔区
40°27′N 3°39′W / 40.450°N 3.650°W